# Kupreško polje
Kupreško polje je velika krška visoravan na zapadu BiH, smještena istočno od Livanjskog i Glamočkog polja, a sjeverno od Duvanjskog polja. Pruža se od sjeverozapada prema jugoistoku, dugačko je 24 km, široko 10 km i površine 93 km2. Geološki mu je sastav od verfenskih škriljevaca, u širini djelomično od pješćenika, vapnenca, dolomita i slojeva melofira. U južnim je krajevima pokriveno neogenim jezerskim talozima, glinom i šljunkom.

## Planine
Kupreška visoravan sa svih strana je okružena planinama. To su na sjeveroistoku Mosor (1371 m), Stražbenica (Vučkovac 1504 m), Velika Plazenica (Demirovac 1766 m), Mala vrata, Mala Plazenica (1556 m), pa sedlo Kupreška ili Velika vrata (1384 m) i planina Stožer (1758 m); na jugoistoku Lupoglava (1448 m), Crni Vrh (1506 m), Osoje (1439 m), Javorni Vrh (1468 m); na jugu i jugozapadu Batoglav (1272 m), Kozja Glava (1482 m), Malovan (1828 m), Jaram (1662 m) i Kurljaj (1593 m); na zapadu i sjeverozapadu Krvajac (1662 m) i Mali Vitorog (1748 m). Ove planine su međusobno povezane s nekoliko manje značajnih planina. Sve su uglavnom pokrivene šumom i livadama, koje daju izvrsnu stočnu hranu. Sjeveroistoče planine su razvodno gorje, pa im s jedne strane teku vode u Jadransko, a s druge strane u Crno more.

## Poveznice
- Kupres
- Kupreški kraj

## Vanjske poveznice
|  | Zajednički poslužitelj ima još gradiva o temi Kupreško polje |